# Mount Naab
Mount Naab är ett berg i Antarktis. Det ligger i Östantarktis. Nya Zeeland gör anspråk på området. Toppen på Mount Naab är 1 703 meter över havet, eller 113 meter över den omgivande terrängen. Bredden vid basen är 1,3 km.
Terrängen runt Mount Naab är huvudsakligen kuperad, men åt sydväst är den bergig. Trakten är obefolkad. Det finns inga samhällen i närheten.